# ميلاد يوسف
ميلاد يوسف (31 ديسمبر 1975 -)، ممثل سوري.

## عن حياته
ولد في مدينة حمص في ليلة رأس السنة لذلك أطلق عليه اسم ميلاد، أصوله تعود إلى مدينة المالكية. بعد حصوله على شهادة الثانوية العامة انتسب إلى المعهد الهندسي للكمبيوتر لكنه لم يبقى فيه سوى أسبوعين حيث أن شغفه وحبه للتمثيل دفعه لتركه والتقديم على فحص القبول في «المعهد العالي للفنون المسرحية» وقد نجح وتخرج منه بعام 1997. كانت أول مشاركة له بعام 1998 في مسلسل مقعد في الحديقة ثم توالت أعماله، في 26 أكتوبر 1999 حصل على العضوية في نقابة الفنانين السوريين. قد اشتهر بشخصية عصام في مسلسل باب الحارة.

### حياته الأسرية
تزوج في ديسمبر 2002 من سيدة أرمنية تدعى «هوريك قالاجايان» وقد رزق منها بولدين هما ماركس وفيديل. واخرون

## أعماله

### المسلسلات
- جلد الأفعى
- الفصول الأربعة
- عودة غوار
- كان يا مكان
- عشاق الخيال
- الزير سالم بدور نضلة
- أبيض أبيض
- الخوالي بدور طلبه
- مدينة المعلومات
- قطوف من الرفوف
- أبناء القهر بدور نوار
- الفصول الأربعة: الجزء الثاني
- عرسان اخر زمان
- بيت العز
- الشتات
- ليل السرار
- حاجز الصمت بدور تامر
- قتل الربيع بدور مازن
- عصر الجنون بدور لؤي
- التغريبة الفلسطينية
- حكايا و خفايا
- فسحة سماوية
- حالي حال
- أحقاد خفية
- الغدر
- الهارب
- شمائل عربية
- طعم السفرجل
- القضية 6008
- الزيزفون
- أسياد المال بدور فؤاد
- أعيدو صباحي
- باب الحارة 1 بدور عصام
- جريمة بلا نهاية
- الهاربة
- عصر الجنون بدور لؤي
- سيرة الحب
- باب الحارة 2 بدور عصام
- رياح الخماسين
- خبر عاجل
- رفيف و عكرمة
- أهل الغرام: الجزء الثاني
- شركاء يتقاسمون الخراب بدور سامر
- الخط الأحمر
- باب الحارةج3 بدور عصام
- تعب الليالي
- ملامح بشر
- أغراب
- صراع المال بدور جلال
- على موج البحر
- قمر أيلول
- آخر أيام الحب
- عن الخوف والعزلة
- رجال الحسم
- باب الحارة 4 بدور عصام
- سفرة الحجارة
- خليلوة
- هي دنيتنا
- بني جان
- البقعة السوداء
- ساعة الصفر
- باب الحارة 5 بدور عصام
- ما ملكت أيمانكم
- بقعة ضوء 8
- كشف الأقنعة
- بومب أكشن
- صايعين ضايعين
- رجال العز بدور ياسين
- الدبورج2 بدور ناجي
- جلسات نسائية
- بقعة ضوء 9
- طاحون الشر بدور البري
- حائرات
- طاحون الشر 2 بدور البري
- صرخة روح
- خواتم
- باب الحارة 6 بدور عصام
- باب الحارة 7 بدور عصام
- في ظروف غامضة (2015)
- حارة المشرقة (2015)
- باب الحارة 8 بدور عصام
- خاتون بدور عزو
- باب الحارة 9 بدور عصام
- خاتون 2 بدور عزو
- روزنا
- سوق الحرير (مسلسل) بدور اسعد
- القدر (مسلسل) إياد نصر

الأفلام
- دمشق مع حبي 2010

المسرحيات
- خليلوة 2010
- سفر برلك 1994

## روابط خارجية
- ميلاد يوسف على موقع قاعدة بيانات الأفلام العربية